# Simulador cuántico
Un simulador cuántico es un sistema cuántico controlable que se usa para simular o emular otros sistemas cuánticos. A semejanza de lo que ocurre para los simuladores clásicos, se llama simulador cuántico digital a un ordenador cuántico de tipo general que se emplea para simulaciones, y en principio es capaz de simular cualquier otro sistema cuántico; en contraste, un simulador cuántico analógico es un sistema cuántico tal que puede ser manipulado de forma que simule el comportamiento de algún sistema cuántico particular. La simulación cuántica fue propuesta por primera vez en 1982 por Richard Feynman, y en la actualidad (2015) ya se han realizado con éxito numerosos experimentos consistentes en simulaciones cuánticas relativamente sencillas, pero todavía no existen dispositivos cuánticos capaces de simular sistemas cuánticos que por su complejidad sean inabordables para el mejor superordenador clásico. 

## Simulación clásica: digital y analógica
La importancia industrial de la simulación para una sociedad tecnológicamente avanzada solo se puede entender poniéndola en perspectiva histórica. Un ejemplo fácil de visualizar es el de los aviones: durante los primeros siglos de la historia de la aviación, era preciso construir y probar cada nuevo modelo de aparato para averiguar si era capaz de levantar el vuelo. Esta incapacidad de calcular a priori el comportamiento de un prototipo suponía un gran coste de desarrollo. En realidad, esto se extendía a la mayoría de avances tecnológicos: otro ejemplo es la historia del automóvil. Hoy en día, gracias a la capacidad tecnológica de los ordenadores y al desarrollo teórico de la física y de la ingeniería, con métodos como el de los elementos finitos, es posible simular el comportamiento y propiedades de prácticamente todos los objetos antes de construirlos, desde edificios y vehículos a las más sencillas herramientas. Este proceso, al llevarse a cabo mediante ordenadores (digitales), es lo que se llama simulación digital.
La simulación analógica de un objeto o de un proceso es un proceso fundamentalmente distinto. En lugar de emplear un dispositivo digital de cálculo (un ordenador), que en principio es aplicable a cualquier tipo de tarea, se utiliza un dispositivo que se comporta de forma análoga, es decir, que imita a un objeto particular o a un proceso particular. Normalmente, la analogía no es aparente sino matemática, y es posible siempre que el proceso simulado y el proceso simulador se describen por ecuaciones de movimiento que tienen la misma forma. En otras palabras, tenemos un sistema A, descrito por parámetros a1, a2,... y que a un tiempo t tiene un comportamiento que viene dado por f(a1,a2...); por otro lado tenemos un sistema B, descrito por parámetros b1, b2,... y que a un tiempo t tiene un comportamiento que viene dado por f(b1,b2...). Sin importar qué significado físico tengan los parámetros en A y en B, los dos sistemas son análogos si las dos funciones f(a1,a2...) y f(b1,b2...) tienen la misma forma matemática. Así, si somos capaces de controlar los parámetros b1, b2,... y medir f(b1,b2...), podremos calcular el comportamiento f(a1,a2...) para el conjunto análogo de parámetros a1, a2,... que puede no ser accesible experimentalmente.
En este aspecto son relevantes las analogías empleadas para simulación de multitud de procesos mediante circuitos eléctricos compuestos por bobinas, resistencias y condensadores. Así, en el contexto de los osciladores armónicos, es posible describir un sistema mecánico oscilante cuyos elementos estén conectados en paralelo mediante ecuaciones análogas a las de un sistema eléctrico cuyos elementos están conectados en serie: la carga eléctrica es análoga a la posición del oscilador, la masa es análoga a la inductancia, la fuerza es análoga al voltaje y así sucesivamente. Por su importancia histórica es común señalar que, hasta los años 1970, el modelaje de acuíferos también se llevaba a cabo mediante este tipo de simulación. En este caso, las resistencias simulan la transmisividad o permeabilidad del suelo, y los condensadores simulan la capacidad de almacenamiento del suelo, el voltaje simula la presión de agua y la corriente eléctrica simulan la corriente del agua.

## Historia de la simulación cuántica
El simulador cuántico universal es un tipo de computador cuántico que fue propuesto por Richard Feynman en 1982, extendiendo las ideas de la computación analógica a los sistemas descritos por la mecánica cuántica. Feynman mostró que una máquina de Turing clásica que simulara fenómenos cuánticos tendría un coste exponencial, frente al que tendría otro sistema cuántico. Esto se debe al crecimiento de recursos necesarios para describir clásicamente un espacio de Hilbert cuántico, algo que no es necesario si se emplea un espacio de Hilbert análogo. David Deutsch en 1985 extendió estas ideas y describió un computador cuántico universal. En 1996, Seth Lloyd mostró que un computador cuántico estándar puede ser programado para simular eficientemente cualquier otro sistema cuántico local.
En realidad, en la actualidad la simulación cuántica practicable no es la universal (de tipo digital) sino la de tipo analógico, que se describe a continuación. Por un lado, hay un sistema cuántico A que resulta difícil o imposible de controlar y que está descrito por un Hamiltoniano HA cuya resolución es enormemente costosa mediante un superordenador clásico digital. Por otro lado, hay un sistema cuántico B sobre el que se tiene un alto grado de control y que puede ser descrito por un Hamiltoniano HB que tiene la misma forma matemática que  HA. Conociendo la analogía matemática entre HA y HB y controlando los parámetros del Hamiltoniano HB, al medir experimentalmente el estado final del sistema B se resuelve, por analogía, el sistema A para el conjunto de parámetros que se desee. 
En una entrevista con Materia, Serge Haroche, premio Nobel de Física de 2012, explicaba que la simulación cuántica pone “átomos o fotones en una forma determinada e imita su comportamiento en un objeto sólido real, pero a escala diferente. En un objeto sólido los átomos pueden estar a una distancia de una diez mil millonésima parte de un metro. Aquí podemos ponerlos a distancias 1.000 o 10.000 veces mayores, controlar sus interacciones y observar lo que sucede, que es lo mismo que pasa en ciertos materiales reales que no podemos observar a ese detalle”.

## Detalles matemáticos
Un sistema cuántico de muchas partículas se describe matemáticamente por un espacio de Hilbert cuya dimensión crece de manera exponencial con el número de partículas. Por lo tanto, una forma simple de simular un sistema así en un ordenador clásico, tomará un tiempo de cálculo que también será una función exponencial del número de partículas. Sin embargo, es concebible la simulación más eficiente de un sistema cuántico mediante un ordenador cuántico que use un número de qubits similar al número de partículas del sistema original, en un tiempo. Lloyd mostró que esto es cierto para la clase de sistemas cuánticos conocidos como locales. Posteriormente, esto se ha extendido a clases más amplias de sistemas cuánticos.

## Dispositivos experimentales
En los últimos años, se han realizado múltiples simulaciones de sistemas cuánticos sencillos con toda una serie de dispositivos cuánticos. Sin embargo, solamente en el caso de los átomos neutros atrapados en redes ópticas y de los iones atrapados en trampas de iones ha sido posible llevar a cabo simulaciones con un número elevado de partículas. En particular, la tecnología de las redes ópticas se considera la más avanzada para simulación cuántica analógica, mientras que con trampas de iones se han logrado los resultados más ambiciosos para simulación cuántica digital.

## Aplicaciones

### Física del estado sólido
La simulación cuántica se ha aplicado hasta ahora fundamentalmente a problemas de física del estado sólido. En efecto, es relativamente sencillo establecer analogías entre una red de qubits y otras redes (de átomos, espines, etc) como los que estudia esta rama de la física. En concreto, se ha trabajado especialmente en simulaciones del modelo de Hubbard, de Hamiltonianos de espín, de transiciones de fase cuánticas, de sistemas desordenados o frustrados (incluyendo vidrios de espín, superconductores, metamateriales y de sistemas que presentan orden topológico.

### Otras aplicaciones
Fuera de la física del estado sólido, la simulación cuántica se ha aplicado también a problemas en física de altas energías, cosmología, física atómica,  química cuántica, sistemas cuánticos abiertos, caos cuántico, física nuclear e interferometría. Finalmente, se ha demostrado la posibilidad de simular procesos no-físicos, esto es, que mediante la manipulación física de un sistema cuántico se imite el comportamiento de un sistema que viola las leyes conocidas de la física. Es el caso de la ecuación de Majorana, para la que se simularon procesos no físicos como la conjugación de la carga, conjugación compleja y la inversión temporal.